# Hotel Don Chan Palace
El Hotel Don Chan Palace es un hotel en Vientián, Laos, establecido en 2004. El hotel es el edificio más alto de la ciudad con 14 plantas. La legislación aprobada por el gobierno local de Vientián había intentado garantizar que un monumento de siete pisos seguiría siendo el edificio más alto de la ciudad, pero los desarrolladores de hoteles eludieron las restricciones legales al construir el hotel en un afloramiento a lo largo del río Mekong. Las habitaciones del hotel son descritas por Frommers como con "colores apagados con pocos muebles tradicionales de Laos". El hotel es un lugar de negocios importante[cita requerida] y ha sido sede de algunos eventos notables como los de los Juegos del Sudeste Asiático 2009.